# Möhringer Anlagenbau
Das Familienunternehmen Möhringer ist ein weltweit tätiger Hersteller von Maschinen und Anlagen für die holzverarbeitende Industrie mit Sitz in Wiesentheid (Bayern).

## Geschichte
Das heute in der vierten Familiengeneration geführte Unternehmen wurde 1885 im Wiesentheider Ortsteil Feuerbach, Bayern gegründet. Mit der aufkommenden Nutzung der Wasserkraft stand erstmals genügend Energie zur Verfügung, um Stämme mechanisiert zu sägen. Dies brachte den Firmengründer und Fahnenschmied Peter Möhringer auf die Idee, Sägegatter – auch Gattersäge genannt – für die Sägebetriebe des nahegelegenen Steigerwalds zu bauen. Ab 1915 wurden  unter der Mitwirkung der zweiten Generation, Simon Möhringer, von der Maschinenfabrik Simon Möhringer GmbH Sägegatter in Serie gebaut. Weltweit einzigartig ist laut dem Unternehmensmarketing die Konstruktion des Gatters in Vollstahl-Bauweise. Statt der üblichen Gussständer werde kaltverformter Qualitätsstahl verwendet. Dadurch sei die Bruchgefahr wie bei der Gussbauweise ausgeschlossen. Möhringer ist Erfinder und Patentinhaber von Entwicklungen in der Gattertechnologie, u. a. Beschickungssystem Schnelleinzug, Spaltkeil mit Kettenbett sowie 4-fach Breitenverstellung.
In den 1960er Jahren wurde die Produktpalette um Mechanisierungen und Förderanlagen erweitert. Friedrich „Fritz“ Möhringer (* 24. Juni 1921 in Feuerbach; † 7. November 2009 ebd.), Unternehmer in dritter Generation, 2001 geehrt mit dem Bundesverdienstkreuz am Bande und zum Ehrenbürger von Wiesentheid ernannt, eröffnete 1972 das Zweitwerk im Industriegebiet Wiesentheid, heute der Firmenhauptsitz und trug wesentlich zur Fortentwicklung des Unternehmens bei.
Seit 1992 ist die vierte Generation involviert. Unter die Ägide des heutigen Alleingeschäftsführers Stefan Möhringer fiel 1999 der Erwerb der Braun-Canali Bandsägentechnik sowie die weitere Internationalisierung des Unternehmens. Heute ist Möhringer mit 130 Mitarbeitern auf allen Kontinenten tätig und exportiert 80–90 Prozent der Jahresleistung. Die Produktpalette umfasst verschiedene Sägetechnologien für Laub- und Nadelholzsägewerke sowie Automatisierungstechnik. Im Jahr 2019 errichtet Möhringer Europas größtes Sägewerk für ungesäumtes Buchenschnittholz in Kroatien mit einer Jahreseinschnittkapazität von 200.000 m³.

## Auszeichnungen
Aufgrund des sozialen Engagements und der besonderen Maßnahmen zur Vereinbarkeit von Familie und Beruf wurde Möhringer im Jahr 2000 mit dem Frauenförderpreis und 2013 mit dem Preis für soziale Verantwortung im Mittelstand vom bayerischen Staatsministerium ausgezeichnet.